# Élections européennes de 2004 en Lettonie

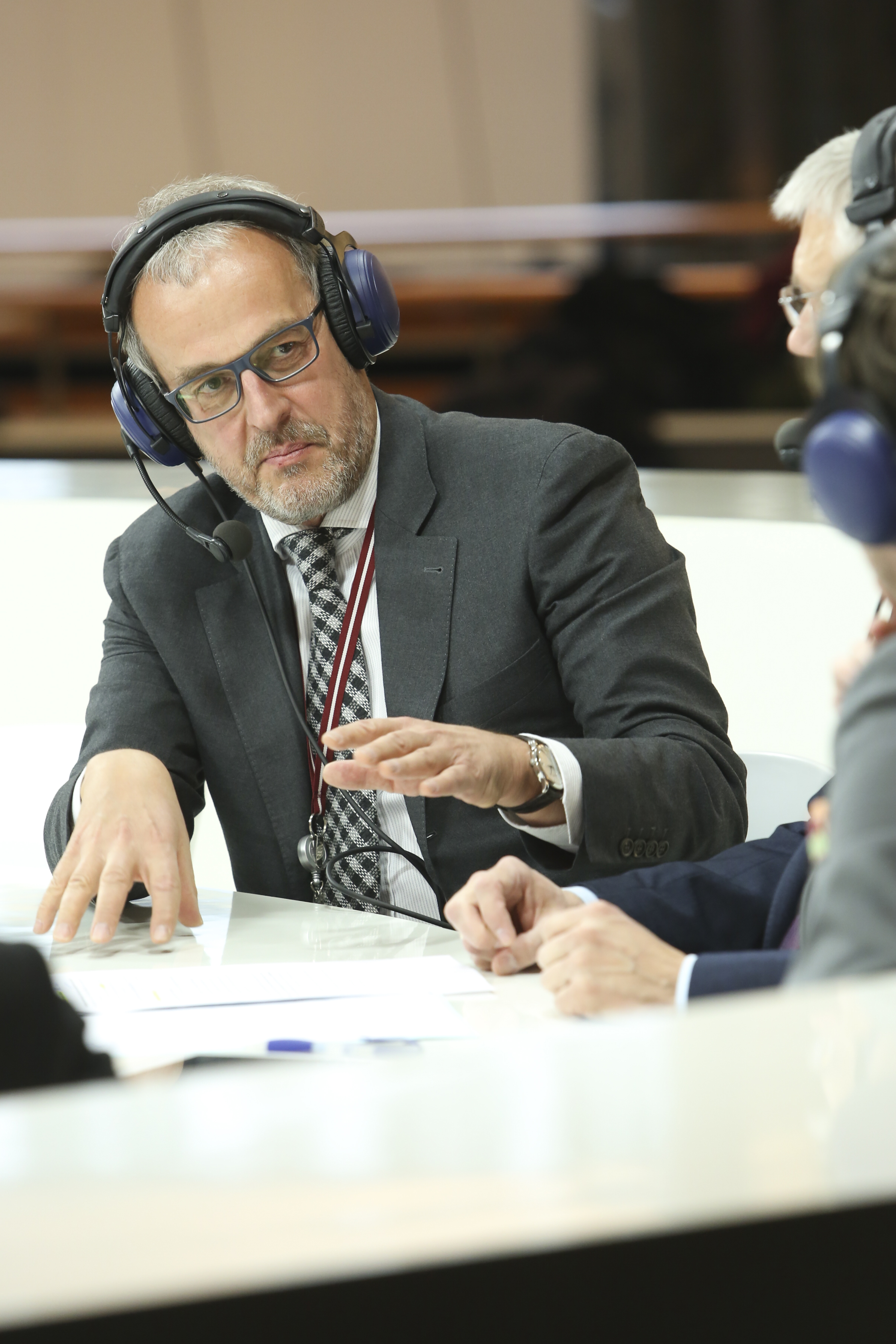
Roberts Zile

Les élections européennes se sont déroulées le 12 juin 2004 en Lettonie. Elles ont permis l'élection des 9 députés européens représentant la Lettonie au Parlement européen pour la législature 2004-2009.
16 partis politiques ont présenté des listes, pour un total de 1 019 candidats. La participation s'est élevée à 41,20 % avec 574 674 votants, nettement inférieur aux taux traditionnels (de 71 à 73 % lors des précédentes trois élections), bien que supérieure à la participation des autres Pays baltes.
Le mode de scrutin est à la représentation proportionnelle, avec un seuil de 5 % pour remporter des sièges. Sur les 16 partis, 5 sont représentés à l'issue de l'élection, de nombreux partis manquant de peu ce seuil.
Les résultats préliminaires sont ici: 
| Partis                                                    | Voix    | %    | Députés |
| --------------------------------------------------------- | ------- | ---- | ------- |
| Pour la patrie et la liberté (TB/LNNK)                    | 170 819 | 29,8 | 4       |
| Nouvelle Ère (JL)                                         | 112 698 | 19,7 | 2       |
| Pour les droits de l'homme dans une Lettonie unie (PCTVL) | 61 329  | 10,7 | 1       |
| Parti populaire (TP)                                      | 38 114  | 6,7  | 1       |
| Voie lettonne (LC)                                        | 37 357  | 6,5  | 1       |
| Parti social-démocrate du travail (LSDSP)                 | 27 437  | 4,8  | 0       |
| Tautas Saskaņas partija (TSP)                             | 27 423  | 4,8  | 0       |
| Union des verts et des paysans (ZZS)                      | 24 405  | 4,3  | 0       |
| Premier Parti de Lettonie (LPP)                           | 18 614  | 3,3  | 0       |
| Autres                                                    | 50 316  | 8,8  | 0       |
| Total                                                     | 574 674 | 100  | 9       |

Ces élections se sont traduites par une défaite pour la coalition gouvernementale, les trois partis au pouvoir ayant remporté seulement 14,2 % des voix au total, et le Tautas partija étant le seul à remporter un député.